# チャールズ・ハーディング (初代ハーディング・オブ・ペンズハースト男爵)
初代ペンズハーストのハーディング男爵チャールズ・ハーディング（英: Charles Hardinge, 1st Baron Hardinge of Penshurst, KG GCB GCSI GCMG GCIE GCVO GCIE ISO PC DL、1858年6月20日 - 1944年8月2日）は、イギリスの外交官、政治家、貴族。
1910年から1916年にかけてインド総督を務め、宥和的な統治を行った。またデリーへの遷都を行った。

## 経歴

### インド総督就任まで
保守党の政治家である第2代ハーディング子爵チャールズ・ハーディングとその妻ラヴィニア（第3代ルーカン伯爵ジョージ・ビンガムの娘）の間の次男として生まれる。祖父に当たる初代ハーディング子爵ヘンリー・ハーディングもインド総督だった。
ハーロー校を経てケンブリッジ大学トリニティ・カレッジへ進学した。1880年から外交官となる。駐ロシア大使館に書記官として勤務。一等書記官だった頃の1901年11月から12月にかけては日本の伊藤博文の訪露に関する情報を英国本国の外相第5代ランズダウン侯爵ヘンリー・ペティ＝フィッツモーリスに送っている。伊藤とロシア外相ウラジーミル・ラムスドルフの会見の後には「ラムズドルフ伯によると伊藤侯は日本の長老政治家を代表する大した人物であったとの印象を受けたようです。ただ伊藤侯は英語しか話せず、ラムズドルフ伯は英語があまり得意ではないので会見は困難だったようですが。伯爵は伊藤侯の訪問が単なる私的な物であると断言しておりますが、日本の政治家とつながりを持てたのは極めて有益であったとも述べております」と報告している。
外務事務次官補だった1903年4月から5月にかけては国王エドワード7世のポルトガル、イタリア、バチカン歴訪に同行した。
1904年から1906年にかけては在ロシア大使を務めた。
1905年12月に自由党への政権交代があり、第3代準男爵エドワード・グレイが外相に就任すると、1906年1月にロンドンに呼び戻され、グレイの補佐役として外務省事務次官に就任した。1906年から1910年まで在職した。グレイからもエドワード7世からも厚く信頼され、手元に置いときたがられる人材だった。
1910年7月21日には連合王国貴族爵位ペンズハーストのハーディング男爵に叙され、貴族院議員に列した。

### インド総督

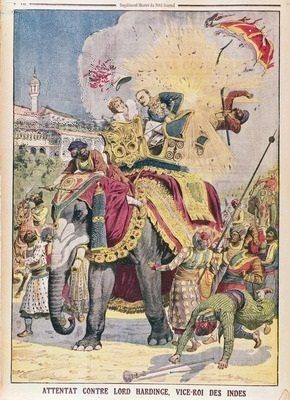
総督ハーディング卿暗殺未遂事件を描いた絵。

1910年11月にインド副王兼総督ミントー卿の辞職に伴ってその後任の総督に就任した。この人選は首相アスキスの推挙によるものであり、国王ジョージ5世がハーディングを手元に置きたがっていたのをアスキスが説得したという経緯だった。
彼の統治はインド・ナショナリズムに対して宥和的であり、就任早々にインド・ナショナリズムの評判が悪い前々総督カーゾン卿のベンガル分割計画を中止させた。また英露協商によりロシアの脅威がなくなったことを受けて軍事費の一部を教育など国内政治に回し、アリーガル・ムスリム大学やバナーラス・ヒンズー大学の創設を行った。また以前から首都として不向きと言われていたカルカッタからデリーへの遷都を行った。デリーが夏用の首都シムラ―に近いからだったが、反政府活動家の拠点となっているカルカッタから離れる意図もあった。
1911年には本国のインド担当大臣エドウィン・サミュエル・モンタギューに宛てて「インドで唯一可能な解決策は、帝国関係事項を管轄する英領インド帝国政府の下位に各州を置き、それに大幅に自治権を与える」ことであると提案し、本国の保守派の強い批判を招いた。
1911年には新英国王・インド皇帝ジョージ5世を招いてのダルバール（インド皇帝戴冠式）を挙行した（これが英国王の最初にして最後の訪印となった）。
1912年に新首都デリーに入った際にテロリストに爆弾を投げつけられた。破片が身体に食い込み、また爆発音で鼓膜が破れる重傷を負った。彼の妻はこの事件のショックが原因で後に死去してしまった。しかしハーディングは報復処置を取らず、むしろこれを機にインド国民会議などインド・ナショナリズム勢力への接近を図った。1913年には大英帝国自治領南アフリカ連邦が導入しようとしたインド移民法を「反インド的」と批判して、同法を改正に追い込んだ。この件はガンジーからも高く評価された。
1914年に第一次世界大戦が勃発したため、任期が6カ月延長された。開戦から最初の2年ほどはインド・ナショナリズム勢力（ヒンドゥー教徒）も戦争協力に前向きな態度だったので（見返りが得られると踏んでいた）、基本的に彼の在任中にはインドの治安が不安定になることはなかった。しかしムスリムはベンガル分割取り消しやオスマン＝トルコ帝国との開戦に不満を抱いており、汎イスラム勢力はしばしばトルコやドイツ帝国と連携を図ろうと目論んだ。ハーディング卿はこうした戦時中の反政府活動には徹底弾圧の姿勢で臨み、1915年3月にはインド防衛法を制定して、インド臣民の様々な基本的人権を停止した。

### 総督退任後
1916年4月にイギリスに帰国すると外務省事務次官に復帰し、1920年11月まで務めた。大戦で長男や元副官3人を失う悲劇に見舞われた。
1920年11月から1922年12月まで在フランス大使を務めた。
1944年8月2日に死去。長男は子供のないまま第一次世界大戦で戦死していたため、爵位は次男のアレグザンダーが継承した。

## 栄典

### 爵位
1910年7月21日に以下の爵位を新規に叙される。
- ケント州におけるペンズハースト（英語版）のペンズハーストの初代ハーディング男爵（1st Baron Hardinge of Penshurst, of Penshurst in the County of Kent）
(勅許状による連合王国貴族爵位)

### 勲章
- 1895年、バス勲章コンパニオン（CB）[21]
- 1903年、ロイヤル・ヴィクトリア勲章コマンダー（CVO）[22]
- 1904年3月、聖マイケル・聖ジョージ勲章ナイト・コマンダー（KCMG）[23]
- 1904年5月、ロイヤル・ヴィクトリア勲章ナイト・コマンダー（KCVO）[24]
- 1905年1月、聖マイケル・聖ジョージ勲章ナイト・グランド・クロス（GCMG）[25]
- 1905年、ロイヤル・ヴィクトリア勲章ナイト・グランド・クロス（GCVO）[6][8]
- 1906年6月、帝国忠勤勲章（英語版）（ISO）[26]
- 1910年6月、バス勲章ナイト・グランド・クロス（GCB）[27]
- 1910年、インドの星勲章ナイト・グランド・コマンダー（GCSI）[8]
- 1910年、インド帝国勲章ナイト・グランド・コマンダー（GCIE）[8]
- 1912年2月、ロイヤル・ヴィクトリア頸飾[28]
- 1916年3月、ガーター勲章勲章士（KG）[29]
- 聖オーラヴ勲章（ノルウェー王国勲章）[6]
- ヴァーサ勲章（スウェーデン語版）（スウェーデン王国勲章）[6]
- 聖アレクサンドル・ネフスキー勲章（ロシア帝国勲章）[6]
- レオポルト勲章（ドイツ語版）（オーストリア帝国勲章）[6]
- ダンネブロ勲章（デンマーク勲章）[6]
- 我らが貴婦人ヴィラ・ヴィコサ勲章（ポルトガル語版）（ポルトガル王国勲章）[6]
- 王冠勲章（イタリア語版）
- カルロス3世勲章（スペイン語版）（スペイン勲章）[6]

### その他
- 1904年3月、枢密顧問官（PC）[30]
- 法学博士号（トリニティ・カレッジ名誉学位）[6]

## 家族
1890年に初代アーリントン男爵ヘンリー・スタートの娘ウィニフレッド・セリナと結婚し、彼女との間に以下の3子を儲ける。
- 第1子（長男）エドワード・チャールズ閣下（1892-1914）：第一次世界大戦で戦死
- 第2子（次男）アレグザンダー・ヘンリー・ルイス（1894-1960）- 第2代ペンズハーストのハーディング男爵、国王エドワード8世・ジョージ6世の国王秘書官（英語版）を歴任。
- 第3子（長女）ダイアモンド・イヴェリン・ヴァイオレット閣下（1900-1927）